# Casa da Moeda do Brasil
Casa da Moeda do Brasil brazilska je kovnica novca i tiskara u vlasništvu brazilske vlade i pod administrativnim vodstvom Ministarstva financija. Jedna je od najstarijih postojećih državnih kovnica novca, osnovana 8. ožujka 1694. i od tada neprekidno radi. Sjedište tvrtke nalazi se u Rio de Janeiru, gdje se nalazi i glavna podružnica na površini od 11.000 četvornih metara s tiskarom i kovnicom.
Izdaje kovanice i novčanice brazilskog reala, kao i nekih južnoameričkih i afričkih valuta, jer na prostoru Afrike i Južne Amerike ima vrlo malo kovnica i tiskara odobrenih od strane Svjetske banke. Osim novca, kovnica izdaje i vrijednosne i bankarske papire poput mjenica, čekova i dionica velikih tvrtki. U suradnji s poštanskim službama izdaje i poštanske marke, a u Brazilu je jedna od institucija koja ima pravo izdavanja brazilske putovnice. Do 1980-ih tvrtka je tiskala putovnice i drugih južnoameričkih zemalja.
Budući da se Casa da Moeda bavi i izradnjom medalja, upravo su u ovoj kovnici napravljenje medalje za Olimpijske igre 2016. održane u Rio de Janeiru.